# Pilea humilis
Pilea humilis är en nässelväxtart som beskrevs av Charles Budd Robinson. Pilea humilis ingår i släktet pileor, och familjen nässelväxter. Inga underarter finns listade i Catalogue of Life.